# Magnesiumtitanoxid
Magnesiumtitanoxid ist eine anorganische chemische Verbindung des Magnesiums aus der Gruppe der Titanate.

## Vorkommen
Magnesiumtitanoxid kommt natürlich in Form des Minerals Geikielith vor.

## Gewinnung und Darstellung
Die Magnesiumtitanate MgTiO3, Mg2TiO4 und MgTi2O5 können auf nasschemischen Peroxidweg bei niedrigen Temperaturen synthetisiert werden. Der erste Schritt der Herstellung ist die Fällung von Peroxovorläufern bestimmter Stöchiometrie, die durch thermische Zersetzung in die entsprechenden Titanate überführbar sind.
Die Verbindung kann auch durch Reaktion von Eisentitanat mit Magnesiumoxid und Kohlenstoff dargestellt werden.
{\displaystyle {\ce {FeTiO3 + MgO + C -> MgTiO3 + Fe + CO}}}

## Eigenschaften
Magnesiumtitanoxid ist ein weißer geruchloser Feststoff, der praktisch unlöslich in Wasser ist. Er besitzt eine Ilmenit-Kristallstruktur mit der Raumgruppe R3 (Raumgruppen-Nr. 148) und den Gitterkonstanten a = 5,05478 Å und c = 13,8992 Å. In einer Elementarzelle sind sechs Formeleinheiten.

## Verwendung
Magnesiumtitanoxid wird als Zwischenprodukt zur Herstellung anderer chemischer Verbindungen und in der chemischen Forschung eingesetzt. Es wird auch als Dielektrikum in Kondensatoren, Resonatoren und Filtern für die Kommunikationselektronik eingesetzt.